# 王用楨
王用楨（1531年—？年），字周行，號少川，四川順慶府南充縣人，民籍，五月初三日生，行三，治《易經》，明朝政治人物。

## 生平
由縣學附學生中式四川鄉試第三十一名舉人，年二十九歲中式嘉靖三十八年（1559年）己未科會試第二百七十六名，第三甲第六十三名進士。授知縣，四十一年十一月选授廣西道試監察御史，次年實授，奏于张家湾新城置仓，以备地方有警，暂寄漕粮。四十四年巡按廣東。

## 家族
曾祖王儒，監生；祖王汾，贈徵仕郎工科給事中；父王纘宗，知縣；母譙氏。具慶下，妻范氏，兄用賓；用官；美銳（知縣）；疇；茂孚；達孚；嘉，弟用章；用行；用康；用予。